# 脫黑～不再當黑社會～
《脫黑～不再當黑社會～》，是2015年4月於日本TBS電視台週四連續劇9時段（21:00 - 21:54，JST）播出的警匪電視連續劇，於同年3月4日推出連動漫畫。此劇由知名警探系列《相棒》的編劇櫻井武晴執筆、《圈套》系列的堤幸彥執導，大島優子主演。此劇亦是大島優子個人連續劇初主演作品。

## 製作過程

### 企劃
「脫黑」為「脫離黑社會」之簡稱，此劇為根據實際日本警察組織組織犯罪對策部內部，依《暴力團排除條例》所成立的「暴力團脫身求助專線」為題材所編寫之電視劇，由執導知名的「兩人組合」題材（如《圈套》、《超能力事件簿》等系列）的導演堤幸彥執導，正式定名前的劇名原為《任俠刑事・麥秋》。
同名漫畫作品於4月展開連載，作者為關口太郎。

### 花絮
- 劇中出現許多惡搞橋段，如鏡頭前突然出現仲間由紀惠曾飾演過的角色從劇中演員田中哲司身旁走過（田中哲司為仲間由紀惠的丈夫），以及《SPEC》系列的用語等（《SPEC》的導演亦為堤幸彥）。最終回，出現了同時段對打劇《I'm Home》裡的關鍵白色面具當作惡搞[8]。
- 女主角麥秋在劇中前半極愛食用的大型「麩菓子」，實際上飾演者大島優子並不愛吃[9]。劇中的遮住左眼的「鬼太郎式」瀏海為導演堤幸彥之要求，因而拍攝時只能用右眼對焦[10]。
- 主演的大島優子在開拍前即進行武打練習[1]。北村一輝在節目中表示，以往女演員的武打戲皆是幾招之後靠剪輯連貫，第一次見到連續一、二十招一次完成的武打[11]，當天的動作戲全為演員及導演現場構思討論後立即拍攝，未使用替身並全程穿著高跟鞋演出。
- 飾演「三島翔」的北村一輝招牌飛機頭為假髮，拍攝時必須比其他演員提早到現場梳化。

## 評價
5月27日，即本劇的播出期間，TBS電視台舉行例行記者會，會中多位記者表示對此劇的好評。關於收視率低迷之因，社長武田信二分析同時段對打的連續劇為木村拓哉主演的《I'm Home》（朝日電視台），因而陷入苦戰。
大島優子以此劇獲第85回日劇學院賞最佳女主角獎。

## 劇情大綱
永光麥秋（大島優子 飾）是個身手一流、不苟言笑的警視廳女刑警，在「暴力團脫身求助專線」執勤。此專線為幫助黑道人士脫離黑社會並回歸正常生活的求助專線。麥秋，則因過往陰影而對黑社會抱持著莫大的敵意......。

## 登場人物

### 主要人物
- 永光麥秋：大島優子（粵語配音：何璐怡）
  - 1989年6月7日生[13]，暱稱「麥」、「小麥」（バク），負責接聽暴力團脫身求助專線（俗稱「脫身call」）及處理黑社會人士脫離黑道的刑警。階級為巡查部長。武術高超，能一人抵十人撂倒數十幾名黑道份子，厭惡所有如「極道」等美化黑道之稱呼。對於幫助黑道人士更生抱持著自己的原則和想法，經常不聽從上級指示並進而承擔起份外的工作。即便是一般市民，和黑道有著利益往來亦絕不通融。
  - 熟悉法律條文，執勤時固定提著黑色公事包，活用平板電腦。招牌標誌為黑色服裝及遮住左眼的鬼太郎瀏海[14]。
  - 雖為家中長女，但因故與家人疏遠並憎恨母親，搬進第三課裡的儲藏室生活。因父親緣故，喜愛購買成箱的麩菓子來吃。
  - 原本在「少年犯罪科（生活安全部）」輔導問題更生少年，是個開朗陽光的女子，但其後因有內情的人事異動而被調至第三課。
- 三島翔：北村一輝（粵語配音：陳欣）
  - 求助專線負責成員之一。麥秋同事，操關西腔，留著誇張的招牌飛機頭。外表凶狠但害怕暴力場面，默默的關心著麥秋，對麥秋的過往感到好奇。
  - 原為組織犯罪對策部第四課刑警，在某次掃毒執勤時因同情嫌犯而被調至第三課。不諒解的妻子帶著女兒與其離婚，因而過著獨居生活。
- 佐野直道：勝地涼（粵語配音：李凱傑）
  - 全國暴力掃除運動推進中心（日语：全国暴力追放運動推進センター）所屬顧問，亦參與暴力團脫身求助專線的事務。
  - 對三島翔有好感。
  - 時常在第三課的辦公室帶頭進行與工作無關的事，如做菜、玩流水細麵、溜直排輪、與動物追逐等。說話時大量使用多餘的敬語。
  - 原本在證券公司上班，熟知金融操作。
- 永光遙：本田翼（粵語配音：何寶珊）
  - 麥秋的妹妹（次女），在有留醫院工作的護士。曾因姐姐麥秋的緣故，上班的醫院被黑道占據。
- 橘勳：遠藤憲一（粵語配音：葉振聲）
  - 貴船組第6代組長。和永光家有著不為人知的過去。
  - 為永光麥秋極力逮捕的目標，其後因連帶責任，被麥秋逮捕。
- 永光由美子：名取裕子（日语：名取裕子）（特別出演）（粵語配音：蔡惠萍）
  - 麥秋的母親。在幼稚園工作。

### 組織犯罪對策部第三課
- 東條劍：庄野崎謙（日语：庄野崎謙）（粵語配音：陳成港）
  - 求助專線負責成員之一。負責照顧辦公室的吉祥物「脫身羊」。
- 石山博文：田中哲司（粵語配音：潘文柏）
  - 求助專線的上司。
  - 會突然以旁白口吻面對著百葉窗說話。

### 其他警視廳相關人士
- 水原公樹：岡田浩暉（日语：岡田浩暉）（粵語配音：蘇強文）
  - 刑警。原執勤單位為荒川中央署，但因麥秋的情報而被拔擢，欠麥秋人情。
  - 每次都晚麥秋一步到達事件現場，只能面對殘局而暴怒。
  - 對三島翔抱著好感，其後亦鼓起勇氣對三島遞出一封信。
- 葉月圭：吉永秀平（日语：吉永秀平）（粵語配音：張錦江）
  - 組織犯罪對策部第五課毒品捜査主管。
- 谷川永德：山口馬木也（日语：山口馬木也）（粵語配音：劉昭文）
  - 警務部人事課課長。
  - 三年前調查麥秋的身世，得知真相後將麥秋下放至警局某一小處室，部門上下只有麥秋一人，形同軟禁，並分配給麥秋可有可無的工作，日復一日監視。因不得主動解僱員警，目的在於逼使麥秋無法忍受而自行辭職，但麥秋為了遵守已故父親希望其成為刑警的心願，堅不辭職。最後達成祕密協議，麥秋被調至第三課。麥秋亦因此而性格丕變。

### 永光家
- 永光櫻：宮武美櫻（粵語配音：凌晞）
  - 麥秋的妹妹（三女）。曾在花店打工，但因姐姐麥秋得罪黑道而工作被波及。後為麥踏神社兼職的巫女。
- 永光正：久松信美（粵語配音：黃子敬）
  - 麥秋的父親。三年前因病過世。

### 關東貴船組
- 水田千一：金勝洛（粵語配音：李錦綸）
  - 二次團的水千組組長。
- 鷲頭健介：戶次重幸（粵語配音：李安邦）
  - 第6話登場。貴船組成員。水千組頭目。
- 藤田喜一郎：坂田聰（日语：坂田聡）（粵語配音：蕭徽勇）
  - 貴船組成員。原九瀨組成員。
- 橘麥蒔：渡部豪太（日语：渡部豪太）（粵語配音：麥皓豐）
  - 橘勳的長子。貴船組成員。最終話登場。

### 其他
- 有留章子：山口紗彌加（粵語配音：詹健兒）
  - 個人診所有留醫院院長，幫助黑道份子更生的醫師，外科醫術高超。欲幫助麥秋但被拒絕。
- 三島由香：松岡惠望子（日语：松岡恵望子）（粵語配音：林元春）
- 三島波留：鎌田英怜奈

### 客串角色

#### 第1－2話
- 倉持省吾：緒方義博（日语：でんでん）（粵語配音：譚炳文）

脫離黑道求助者。原為關東貴船組二次團倉持家的組長。
- 鈴木武雄：赤星昇一郎（日语：赤星昇一郎）（粵語配音：陳永信）

脫離黑道求助者。前倉持一家組員。
- 倉持幸子：三浦理惠子（粵語配音：魏惠娥）

倉持的妻子。帶著女兒與倉持離婚。
- 倉持香音：柴田杏花（粵語配音：李潤知）

倉持的女兒。因父親是黑道份子的事情曝光，與母親一同離家。
- 吉松孝：藤田秀世（日语：藤田秀世）（粵語配音：劉奕希）

倉持再就業的協力企業之飯店主管。
- 金繁勇：市大宮（粵語配音：蕭徽勇）
- 有留醫院護士：氏家惠（日语：氏家恵）
- 三枝太郎：龍坐（日语：龍坐）（粵語配音：朱子聰）

挾持倉持省吾的九瀨組成員。
- 十二律師：滝裕次郎（日语：滝裕次郎）（第4話）（粵語配音：張炳強）

暴追中心的律師。

#### 第3話
- 渡邊大樹：宇梶剛士（日语：宇梶剛士）（粵語配音：招世亮）

關東貴船組的影子公司「Hovercraft」社長兼貴船組成員。
- 風見徹：小木茂光（日语：小木茂光）（粵語配音：馮志輝）

警視廳組織犯罪對策部部長。
- 内島英俊：石井愃一（日语：石井愃一）（粵語配音：陳永信）

内島工務店社長。
- 村崎亮：弓削智久（日语：弓削智久）（粵語配音：周倚天）

Hovercraft的設計師兼貴船組成員。
- 風見愛：古畑奈和（SKE48）（粵語配音：張頌欣）

風見徹的女兒，村崎的女友。女高中生。
- 風見的妻子：舟木幸（日语：舟木幸）（粵語配音：朱妙蘭）
- 角田滿：菅原卓磨（日语：菅原卓磨）（粵語配音：黃啟昌）

關東貴船組的成員。
- 俱樂部「Gandara」媽媽桑：宮澤美保（日语：宮澤美保）（粵語配音：林元春）
- 壽司店店員：寺十吾（日语：寺十吾）（粵語配音：馮錦堂）
- 捜査二課刑事：阿部翔平（日语：阿部翔平 (俳優)）（粵語配音：陳耀楠）
- 理髮店老闆：小國彰裕（粵語配音：鄧志堅）
- 俱樂部「Gandara」女公關：藤村知可（日语：藤村知可）（粵語配音：吳羨婷）

#### 第4話
- 硲祐司：緋田康人（日语：緋田康人）（粵語配音：朱子聰）

建材運送公司「石谷運輸公司」社長兼暴力集團「白城會」硲組組長。
- 硲知佳子：神樂坂惠（粵語配音：鄭麗麗）

祐司的妻子。
- 硲優奈：伊藤成美（粵語配音：凌晞）

硲夫妻的女兒。
- 幼保老師：信川清順（日语：信川清順）（第6話）（粵語配音：伍秀霞（第4話）、沈小蘭（第6話））

由美子任職的幼兒園同事。

#### 第5話
- 野口隆：手塚通（日语：手塚とおる）（粵語配音：劉昭文）

大輝的父親。
- 野口大輝：落合扶樹（日语：落合モトキ）（粵語配音：曹啟謙）

19歳少年。在不良少年集團中負責販賣藥物。
- 野口清：田村泰二郎（日语：田村泰二郎）（粵語配音：黃子敬）

大輝的祖父。
- 神鳥組長：菅田俊（日语：菅田俊）（粵語配音：陳永信）

暴力集團神室會系荏原組組長。
- 佐佐木和也：強尼大藏大臣（日语：水中、それは苦しい）（粵語配音：陳灝瑋）

不良少年集團的老大。

#### 第6話
- 岩井田守：金田明夫（日语：金田明夫）（第7-8話）（粵語配音：張炳強）

竹原警察署的派出所警官。
- 小牧裕也：山本浩司（日语：山本浩司 (俳優)）（粵語配音：黃啟昌）

原為關東貴船組二次團水千組成員。
- 福祉事務所職員：佐伯新（日语：佐伯新）（粵語配音：陳廷軒）
- 滿島隆太郎：信太昌之（日语：信太昌之）（粵語配音：張錦江）

警視廳組織犯罪對策部部長。為風見徹的接任部長。

#### 第7話
- 入山黃明：中野英雄（日语：中野英雄）（第9話）（粵語配音：蕭徽勇）

關東貴船組總本部長兼任淺間組組長。
- 青峰亨：長江英和（日语：長江英和）（第9話）（粵語配音：馮志輝）

同組副理事長兼任武尊組組長。
- 白根時生：工藤俊作（日语：工藤俊作 (俳優)）（粵語配音：陳永信）

同組副理事長兼任白根會會長。
- 磯村店長：新貝文規（日语：新貝文規）（粵語配音：陳灝瑋）

僱用小櫻的花店店長。
- 人事課長：中野剛（日语：中野剛）（粵語配音：朱子聰）

3年前的警視廳人事部人事課長。姓名為稻垣十三。
- 不良少年A：野中隆光（粵語配音：馮錦堂）
- 流氓A：奥野瑛太（日语：奥野瑛太）（粵語配音：陳耀楠）
- 流氓B：黑石高大（日语：黒石高大）（粵語配音：巫哲棋）
- 導師：鈴木昭信（粵語配音：陳耀楠）

小櫻的高中班導師。

#### 第8話
- 畠山智晶：紫吹淳（粵語配音：梁少霞）

律師。經常出現在媒體上的名人。
- 畠山亞美：東李苑（日语：東李苑）（SKE48）（粵語配音：陳皓宜）

智晶的女兒。
- 淺沼法男：小久保丈二（日语：小久保丈二）（粵語配音：鄧志堅）

法務省矯正局次長。
- 澤田啄麻：中村祐志（日语：中村祐志）（粵語配音：陳灝瑋）

水千組成員。

#### 第9話
- 石川道三：石橋蓮司（最終話）（粵語配音：招世亮）

關東貴船組顧問，兼任赤城會會長。
- 左多茂津：池田大（日语：池田大）（粵語配音：麥皓豐）

淺間組組員。
- 藤居醫師：藤井尚之（日语：藤井尚之）（友情出演）（粵語配音：麥皓豐）

橘勳被送至指定的玉丼病院時的主治醫師。子彈取出後，藤居建議警方，陷入意識不明狀態的橘勳必須接受第二次手術。
- 丸橋：平岡祐太（友情出演）（粵語配音：胡家豪）

銀行行員，麥秋的親生父親。在銀行盜用公款東窗事發後被捕，不知悔改的丸橋表示犯罪是為了麥秋的母親由美子，並指出由美子亦為「共犯」。由美子看清了丸橋，為此大受打擊。
- 片丘銀行的分行主管：片岡鶴太郎（友情出演）（粵語配音：林國雄）

#### 最終話
- 常盤田宗伯：井上真樹夫（友情出演）（粵語配音：譚炳文）

麥踏神社的宮司。
- 擺地攤者A：武內享（日语：武内享）（粵語配音：劉昭文）
- 擺地攤者B：fox capture plan（日语：fox capture plan）

以上兩者皆為本劇配樂，友情出演。

## 製作團隊
- 編劇：櫻井武晴（日语：櫻井武晴）
- 配樂：fox capture plan（日语：fox capture plan）、武內享（日语：武内享）
- 主題曲：〈世界は終わらない〉Thinking Dogs（Sony Music Records）
- 製作人：植田博樹（日语：植田博樹）、伊藤雄介、楠千亞紀（Office Crescendo（日语：オフィスクレッシェンド））
- 導演：堤幸彦、加藤新、坪井敏雄、白石達也
- 製作：TBS電視台製作部

## 獎項
- 第85回日劇學院賞最佳女主角獎：大島優子

## 播出日程與收視率
| 集數                                                   | 播出日期 | 日語標題 中文標題 | 導演     | 收視率 |
| ------------------------------------------------------ | -------- | --- | -------- | ------ |
| 1                                                      | 4月16日  | 堤幸彦最新シリーズ！喪服の女警官とマル暴刑事 人情任侠事件簿 堤幸彦最新系列！喪服女警官與打擊暴力團刑警之人情義氣事件簿 | 堤幸彥   | 9.1%   |
| 2                                                      | 4月23日  | 人の再生を邪魔する奴は許さねえ 麦秋怒りの鉄拳！！！！ 決不容許阻礙他人改過自新的傢伙 麥秋憤怒的鐵拳！！！！            | 堤幸彥   | 6.7%   |
| 3                                                      | 4月30日  | 秘密の依頼 娘の恋人がヤクザ！！ 祕密的委託 女兒的男友是黑道！！                                                        | 加藤新   | 6.0%   |
| 4                                                      | 5月07日  | 極道の妻 VS.女刑事！！ 母の涙の訳 黑道之妻 VS.女刑警！！ 母親眼淚之因                                                  | 坪井敏雄 | 6.2%   |
| 5                                                      | 5月14日  | 親の愛、友の情 父母愛、朋友情                                                                                          | 堤幸彥   | 6.4%   |
| 6                                                      | 5月21日  | 麦秋の過去を知る男 知道麥秋過去的男人                                                                                  | 加藤新   | 6.1%   |
| 7                                                      | 5月28日  | 狙われた家族 被盯上的家庭                                                                                              | 坪井敏雄 | 5.2%   |
| 8                                                      | 6月04日  | 兄が出所！？女弁護士との智略戦 哥哥出獄！？與女律師之間的鬥智                                                          | 白石達也 | 5.8%   |
| 9                                                      | 6月11日  | 残酷な真実 殘酷的真實                                                                                                  | 堤幸彥   | 6.2%   |
| 10                                                     | 6月18日  | 命が示す人生道 性命指出人生路                                                                                          | 堤幸彥   | 6.2%   |
| 平均收視率6.5%（收視率由Video Research於關東地區統計） |          | |          |        |

## 外部連結
- TBS電視臺官方網站 （页面存档备份，存于）（日語）
- 脫黑～不再當黑社會～的X（前Twitter）（日語）

| 日本 TBS電視台 週四連續劇9（） 星期四 21:00   | 日本 TBS電視台 週四連續劇9（） 星期四 21:00 | 日本 TBS電視台 週四連續劇9（） 星期四 21:00 |
| --------------------------------------------- | ------------------------------------------- | ------------------------------------------- |
|                                               | （2015.4.16 - 2015.6.18）                   |                                             |
| 美麗陷阱〜殘花繚亂〜 （2015.1.8 - 2015.3.12） | （2015.7.9 - 2015.9.17）                    |                                             |

| 香港 TVB日劇台 星期日 13:30 - 15:30、17:30 - 19:30及21:30 - 23:30 | 香港 TVB日劇台 星期日 13:30 - 15:30、17:30 - 19:30及21:30 - 23:30 | 香港 TVB日劇台 星期日 13:30 - 15:30、17:30 - 19:30及21:30 - 23:30 |
| ----------------------------------------------------------------- | ----------------------------------------------------------------- | ----------------------------------------------------------------- |
|                                                                   | （2015.7.5 - 2015.8.2）                                           |                                                                   |
| 美麗陷阱 （2015.5.31 - 2015.6.28）                                | （2015.8.9 - 2015.9.13）                                          |                                                                   |